# Club 1
Club 1 war eine Talkshow, die von der Produktionsfirma Superfilm (John Lueftner und David Schalko) für den Bayerischen Rundfunk (BR) produziert wurde. Moderiert wurde die Sendung von Musiker und Entertainer Hannes Ringlstetter. Sie wurde in den Studios der Plazamedia in Ismaning aufgezeichnet. Die Gesprächsrunde wurde von 22.50 Uhr bis 0.20 Uhr im Wechsel mit der NDR Talk Show, 3 nach 9, Hier spricht Berlin, dem Nachtcafé und dem Kölner Treff unter dem Begriff TALK am Dienstag im Ersten ausgestrahlt. Club 1 wurde am 6. Oktober 2020 erstmals gesendet. Die letzte Folge lief am 9. November 2021.

## Konzept

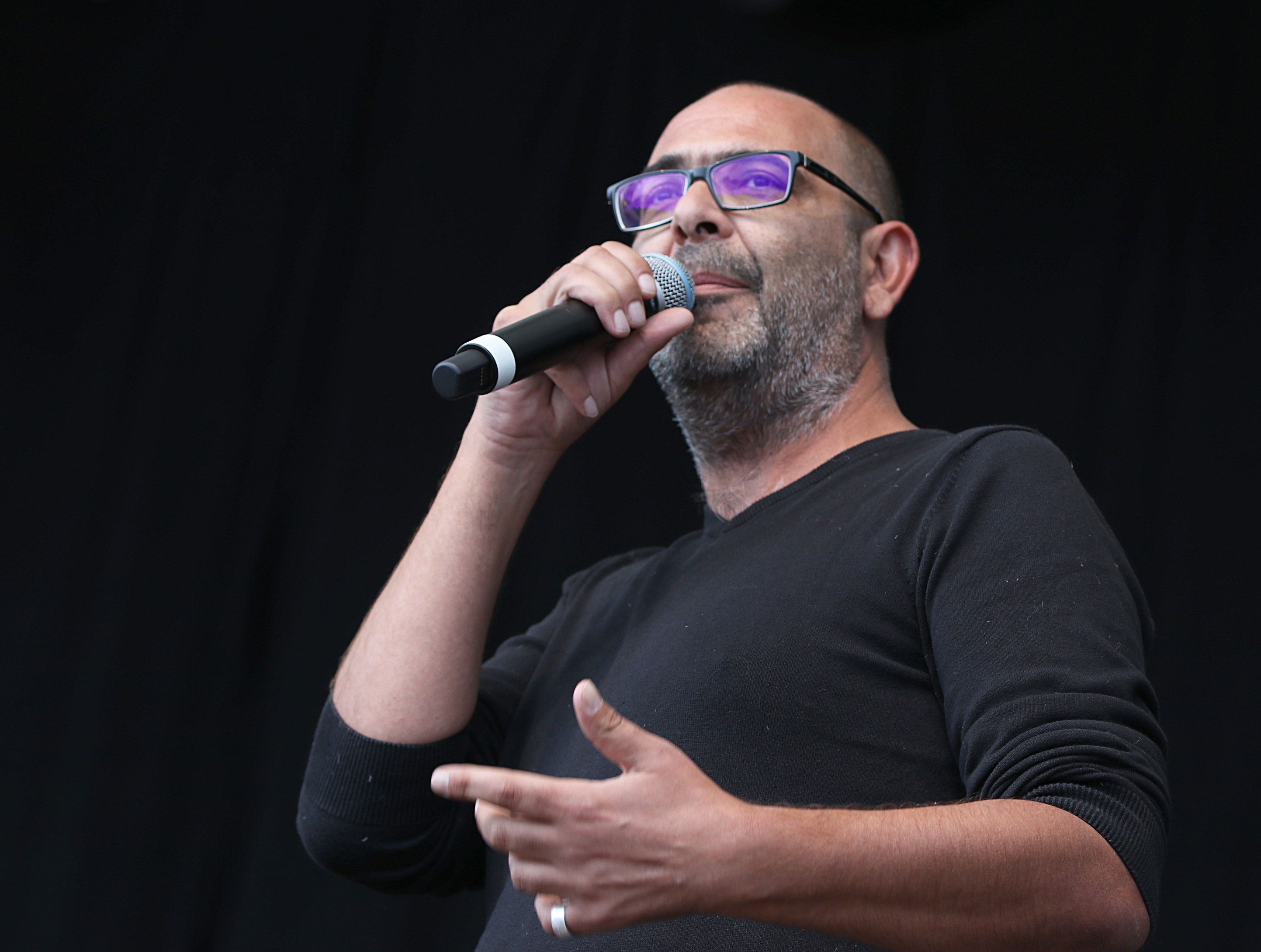
Moderator Hannes Ringlstetter im Juli 2018

Hannes Ringlstetter ging in die Sendung, ohne die Gäste zu kennen. Nur die Redaktion und Ringlstetters Sidekick Carolin „Caro“ Matzko, die Ringlstetter Tipps gibt, wussten, wer in der Talkshow zu Gast ist. Am Anfang der Sendung wurde ein kurzer Film über die Gäste gezeigt, der im Studio aber nicht zu sehen war. Jeder Gast brachte eine Kiste mit Gegenständen für den Gastgeber mit. Einzig der musikalische Gast wurde vom Moderator selbst eingeladen. Ringlstetter und Matzko sind seit 2016 auch die Hauptakteure der Personality-Show Ringlstetter, die ebenfalls von Superfilm produziert und im BR Fernsehen ausgestrahlt wird.

## Episodenliste
| Nr. | Sendedatum    | Gäste | Quoten (MA)       |
| --- | ------------- | --- | ----------------- |
| 1   | 6. Okt. 2020  | - David Garrett (Geiger) - Cathy Hummels (Moderatorin und Unternehmerin) - Tobias Mann (Kabarettist und Musiker) - Heike Drechsler (ehemalige Leichtathletin) - Wolfgang Niedecken (Musiker und Autor)                                                              | 0,80 Mio. (6,4 %) |
| 2   | 27. Okt. 2020 | - Uwe Ochsenknecht (Schauspieler und Sänger) - Hera Lind (Schriftstellerin und Sängerin) - Linda Zervakis (Nachrichtensprecherin und Journalistin) - Dieter Meier (Musiker und Konzeptkünstler) - Willy Astor (Kabarettist und Musiker)                             | 0,74 Mio. (5,3 %) |
| 3   | 12. Jan. 2021 | - Uschi Glas (Schauspielerin und Sängerin) - Christoph Daum (Fußballtrainer) - Sahra Wagenknecht (Politikerin und Publizistin) - Klaus Doldinger (Jazzmusiker und Komponist) - Stefan Stoppok (Liedermacher und Rock-Musiker)                                       | 0,85 Mio. (7,0 %) |
| 4   | 6. Apr. 2021  | - Olaf Schubert (Comedian und Kabarettist) - Sabine Leutheusser-Schnarrenberger (Politikerin) - Kathrin Lehmann (ehemalige Fußball- und aktive Eishockeyspielerin) - Wolfgang Grupp (Unternehmer) - Max Mutzke (Sänger, Songwriter und Musiker)                     | 0,64 Mio. (5,2 %) |
| 5   | 19. Okt. 2021 | - Caren Miosga (Fernsehmoderatorin und Journalistin) - André Rieu (Violinist und Orchesterleiter) - Ingolf Lück (Schauspieler, Moderator und Komiker) - Maria Höfl-Riesch (ehemalige Skirennläuferin) - Rocko Schamoni (Musiker, Schriftsteller, Schauspieler)      | 0,93 Mio. (7,6 %) |
| 6   | 9. Nov. 2021  | - Uli Hoeneß (ehemaliger deutscher Fußballspieler, Funktionär und Unternehmer) - Beatrice Egli (Schlagersängerin und Moderatorin) - Mario Barth (Komiker und Moderator) - Esther Sedlaczek (Fernsehmoderatorin) - Hubert von Goisern (Liedermacher und Weltmusiker) | 0,78 Mio. (6,7 %) |